# Gennaro Pesce
Pour les articles homonymes, voir Pesce.
Gennaro Pesce, né à Naples le 29 juillet 1902 et mort à Cagliari le 8 janvier 1984, est un archéologue italien.

## Biographie
Après des études primaires et secondaires à Naples où il est né le 29 juillet 1902, il est l'élève de Giulio Emanuele Rizzo à l'université de Rome « La Sapienza ». Titulaire d'un doctorat en lettres en 1927, il fréquente pendant les deux années qui suivent les cours d'archéologie, notamment à l'École archéologique italienne d'Athènes et effectue pour le compte de cette école une mission archéologique en Grèce en 1929 (exploration de la nécropole d'Héphaistia).
Fin 1929, il est nommé à la surintendance de Campanie, puis en 1933 à celle de Reggio de Calabre où il participe à diverses fouilles et à la réorganisation de musées. Après un bref séjour dans le Piémont, il revient à Naples et étudie les amphithéâtres de Capoue et de Pouzzoles. En 1938 il est envoyé à Benghazi, en Libye, aux côtés de Giacomo Caputo. Pendant la Seconde Guerre mondiale, il contribue à la sauvegarde du patrimoine archéologique libyen. Il est de retour en Italie en 1949 où il assure la direction de la surintendance de Sardaigne. Là, il développe l'archéologie de terrain et la promotion du patrimoine archéologique sarde en Europe. Il prend sa retraite le 1er août 1967.
Pendant ses années d'activité, il collabore à plusieurs revues dont le Bulletin de la Société royale d'archéologie d'Alexandrie ou l'Encyclopédie italienne. Ses travaux lui valent en 1942 la médaille d'argent de l'ordre du Mérite des arts.
Marié au début des années 1930, il est père de quatre enfants nés en 1935, 1937, 1940 et 1949. Il meurt à Cagliari le 8 janvier 1984.

## Principales publications
- (it) Il Museo Nazionale di Napoli: oreficeria, toreutica, gliptica, vitriaria, ceramica, Rome, Libreria dello Stato, 1932, 42 et 75 p. ;
- (it) I Rilievi dell'anfiteatro Campano, Rome, Governatorato di Roma, 1941, 47 p. ;
- (it) Il "Palazzo delle colonne" in Tolmaide di Cirenaica, Rome, L'Erma di Bretschneider, 1950, 120 p.[2] ;
- (it) Il Tempio d'Iside in Sabratha, Rome, L'Erma di Bretschneider, 1954, 78 p.[3] ;
- (it) Nora. Guida agli scavi, Bologne, La Zattera, 1957, 124 p. ;
- (it) Sarcofagi romani in Sardegna, Rome, L'Erma di Bretschneider, 1957, 118 p.[4] ;
- (it) Sardegna Punica, Cagliari, Sarda Fratelli Fossataro, 1961, 148 p. (réédition R. Zucca, Nuoro, 2000) ;
- (it) Le Statuette puniche di Bithi, Rome, Centro di studi semitici, 1965, 91 p. ;
- (it) Tharros. Guida agli scavi, Cagliari, Sarda Fratelli Fossataro, 1966, 176 p..